# エルヴェ・モロー
エルヴェ・モロー（Hervé Moreau、1977年12月2日 - ）は、フランス出身のバレエダンサー・振付家である。パリ・オペラ座バレエ学校からパリ・オペラ座バレエ団に入団し、2006年にエトワールに昇格した。負傷による長期のブランクを乗り越えて復帰し、作品の振付やチャリティー公演の企画など多岐にわたる活動を行っている。

## 経歴

### 初期のキャリア
パリ郊外の出身。ボルドーで5歳の時からダンスを始めた。1989年、パリ・オペラ座バレエ学校に入学した。1995年のバレエ学校公演で『ダフニスとクロエ』のダフニス役を踊り、同年にパリ・オペラ座バレエ団に入団した。
1999年にコリフェに昇格し、ジョン・ノイマイヤー振付『シルヴィア』や、ウィリアム・フォーサイス振付『イン・ザ・ミドル・サムホワット・エレヴェイテッド』、ルドルフ・ヌレエフ版『白鳥の湖』などに出演した。このような作品内でコールド・バレエの一員として踊っていても、当時からその端正な容姿で目を惹く存在であった。2000年には『ライモンダ』のベルナール役を踊り、マニュエル・ルグリやローラン・イレールの後に続くスター候補として注目を集めた。
2001年にスジェに昇格したモローには、さらに大役が与えられることになった。ヌレエフ版『白鳥の湖』で王子役に抜擢され、期待に応えて憂愁に閉ざされた王子の心情を的確に表現して、その成果によりAROP賞（パリ国立オペラ座振興会ダンス賞）を受賞した。2002年にプルミエ・ダンスールに昇格し、ノイマイヤー振付『シルヴィア』のアミンタ、ユーリー・グリゴローヴィチ振付『イワン雷帝』のクルプスキー公爵と引き続いて大役に抜擢された。
2006年3月3日、ヌレエフ版『ラ・バヤデール』で初めて主役のソロルを踊り、エトワールに昇格した。このときの一方の主役ニキヤはオーレリー・デュポンで、彼女とはヌレエフ版『ロミオとジュリエット』等でも共演した。
端正な容貌と183センチメートルの長身で舞台映えする身体条件に恵まれ、ロマンティックなダンスール・ノーブル的役柄を得意とするダンサーである。彼の本領は、2006年のノイマイヤー振付『椿姫』のアルマン役や、2007年のローラン・プティ振付『プルースト　失われた時を求めて』での若きプルースト役などで発揮された。2007年10月には、ガルニエ宮での世界初演となるドイツの振付家サシャ・ヴァルツの『ロミオとジュリエット』でデュポンと共演し、高い評価を得た。クラシック・バレエの諸作品はもとよりフォーサイスなどの現代作品も踊りこなす芸域の広さも併せ持ち、マチュー・ガニオと並ぶパリ・オペラ座バレエ団のスターとして期待された。2007年には、ブノワ賞を受賞している。

### 故障との闘い
順調にキャリアを重ねているかに見えたモローだったが、その陰では故障に悩まされる日々が続いていた。2004年には踵の手術を受けた。踵の故障は4年間にわたってモローを苦しめていたもので、これ以上無理はできないと手術に踏み切り、その後1年間も踊ることができない状態であった。最初の1か月は足を地面につけることもできず、5か月間の軽いリハビリテーションを経て、次の6か月は負傷した部分だけではなく脚全体の筋肉の衰えを回復させる訓練に取り組んだ。
バレエ団を離れて過ごした時期について、モロー自身は「精神的にもつらい日々だった」と回顧していた。その期間内にモローは「ダンサーとして何をやりたいのか、どんな方向に進みたいのか」という点について考察を深めていた。このときの負傷は、特段の後遺症も残らずに治癒し、2004年12月のフォーサイス振付『パ／パーツ』が復帰の舞台であった。モローは舞台への復帰を嬉しいこととしながらも、不安があったといい「ダンサーにとって脚の手術はとても大きなこと。もとの状態に完全に戻るまでは少し怖かったです」とインタビューに答えていた。
次にモローを襲ったのは、膝の故障であった。2009年から約3年にわたって痛みに耐えつつも身体のトレーニングを行い、精神的にも絶望感を味わうなど気持ちの浮き沈みを経験したという。そのような状況の中で、モローは膝のリハビリと並行して映画学校にも通っていた。モローによれば、もうダンスは終わりだという思いから以前から興味を抱いていた演出を学ぶことにしたとのことであった。2か月間学校に通ってみていろいろと興味深いことを学んだモローであったが、当時33歳の彼がその後4年勉強してみても映画の仕事に就けるのか、そもそも適性があるのかという疑問が浮かんできた。そのうち膝の具合が快方に向かったため、映画学校には通わなくなった。この時期に膝の問題から離れて別のことを考えるのが、彼の身体にとって結局良い結果をもたらした。モロー自身も「ダンスから一度離れることで、また自然にダンスに対する自分の情熱を見つけることができたわけです」と述懐していた。
モローは当時の芸術監督ブリジット・ルフェーヴル（fr:Brigitte Lefèvre）と相談した上でアデュー（引退）公演を意図して、2012年5月に3年ぶりの舞台としてヴァルツ版『ロミオとジュリエット』再演に出演した。しかし、舞台で踊っているうちに膝の調子はだんだんとよくなってきたため、アデュー公演を撤回して現役ダンサーとして踊り続けることを選んだ。モローは「これからの自分がいまから楽しみです」と、再び開けてきた未来への希望を語っていた。モローの実績に対して、2014年にフランス政府より芸術文化勲章シュヴァリエが授与された。

### 新しい挑戦
復帰後のモローは、チャリティー公演の企画や自身による振付にも取り組み始めた。メキシコ人ピアニストのジョルジュ・ヴィラドムスと組んで、ニューヨークやジュネーヴなどでチャリティー公演を企画し自らも出演した。モローとヴィラドムスとの出会いは、2011年のスイスで開催されたサマーフェスティヴァルであった。ヴィラドムスのピアノに「自分と同じ芸術的ヴィジョン」を感じ取ったモローは、「2人の世界を向かい合わせたら面白いことができそうだ」と感じたという。
モローはヴィラドムスの関わっているチャリティー活動にも、賛意を表している。彼は「ジョルジュは若いながら財団を立ち上げ貧しい子どもたちを助けている。自分もアートを通して誰かの力になれれば喜びが倍になる」とその意気込みを語っていた。
2016年1月には、日本でも公演を開催した。『月夜に煌めくエトワール』と銘打たれたこの公演には、モローとヴィラドムスの他にパリ・オペラ座バレエ団からマチュー・ガニオとドロテ・ジルベールが参加し、日本人ヴァイオリニストの三浦文彰も共演した。公演は、19世紀オーストリアの詩人ヨハン・ガブリエル・ザイドル（de:Johann Gabriel Seidl）の詩『月に寄せる
さすらい人の歌』を意識して構成された。
モローは企画にあたって月について調べるうちに、古事記などに登場する月神「月読」の存在に行き当たった。モローは日本人ダンサーで振付家の中村恩恵の「優美で自然な踊り」を思い出したといい、彼女に振付を委嘱して日本への賛辞を表現する新作「ツクヨミ」を創作した。その他にも、自身やパトリック・ド・バナが振り付けた世界初演作品を取り上げている。

## 人物
モローは親日家でもある。兄が日本女性と結婚しているため、「僕も日本に住みたいくらい」と語っていた。約7年ぶりの来日公演となった2013年1月公演に際してのインタビューでは、「これからはもっとひんぱんに日本に行きたいと思っています」と答えていた。
クラシックバレエに向いた体形に恵まれたモローは、「自分の外見に文句はない。満足しています。（中略）いまはあるがままの自分を受け止めているから」とインタビューに答えている。モローの両親は特段背が高くなく、兄弟も彼のようなスタイルではないという。父方の伯父のみが身長195センチメートルと長身で足も長いため、「一族にそういう遺伝子があるのかも」とモローは語っていた。
レパートリーは古典から現代作品まで幅広い。ヌレエフ版『白鳥の湖』、『ロミオとジュリエット』などのほか、ジョージ・バランシン『チャイコフスキー・パ・ド・ドゥ』、『アゴン』、『ジュエルズ』のエメラルド/ダイヤモンド、モーリス・ベジャール『第9交響曲』、ジョン・クランコ『オネーギン』なども踊っている。モローは今後のレパートリーについて、「正直なところ、自分がクラシックを踊りたいかどうかがわからない」と言って膝などの問題があることを認め、「『オネーギン』や『椿姫』のようなネオ・クラシック」を追求したい思いを打ち明けた。